# Балла, Янош Ласлович
Я́нош Ла́слович Ба́лла (укр. Янош Ласлович Балла) — украинский военнослужащий, младший сержант, участник российско-украинской войны. Герой Украины (2024).

## Биография
Во время российского вторжения в Украину Янош Балла служил младшим сержантом ВСУ. С августа 2023 года принимал участие в отражении наступлений противника в Харьковской области.
После получения ранения прошёл лечение и уже зимой 2024 года вернулся на службу.

## Награды
- Звание «Герой Украины» с вручением ордена «Золотая Звезда» (5 декабря 2024) — за личное мужество и героизм, проявленные в защите государственного суверенитета и территориальной целостности Украины, верность военной присяге[1].